# Opération Aphrodite

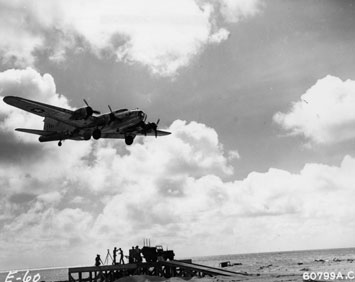
B17 utilisé lors de l’opération Aphrodite.

Pour les articles homonymes, voir Aphrodite (homonymie).
L'opération Aphrodite est le nom de code d'une mission de l'USAAF pendant la Seconde Guerre mondiale. L'USAAF avait préparé cette opération comme méthode expérimentale pour détruire les équipements de production et de lancement des V-1 en se débarrassant des bombardiers B-17 qui étaient très endommagés.
Le plan réclamait des B-17 en fin de vie qui devaient être entièrement chargés d'explosifs puis conduits sur leurs cibles comme les bases des U-boots ou les sites des V-1 par télécommande depuis un avion volant proche de lui.

## Proposition
Ce plan fut proposé au major-general James H. Doolittle en 1944 (l'auteur et la date de présentation de ce rapport sont inconnus). Doolittle approuva ce plan le 26 juin, et assigna la 3rd Bombardment Division à la préparation et aux tests des premiers drones baptisés BQ-7. Puis la phase finale de préparation fut attribuée au 562nd Bomb Squadron sur la base de la RAF à Honington dans le comté du Suffolk.

## Mission
En vue de leur mission finale, plusieurs vieux B-17 furent dépouillés de tout leur armement et aussi de toute autre masse non essentielle (blindage, supports de bombe, émetteur-récepteur, sièges, etc.), ce qui réduisit la masse du bombardier d'environ 12 000 livres (5 450 kg). Les avions dépouillés furent ensuite transformés en drones équipés d'un système de téléguidage et reçurent une charge d'explosif d'environ 8 200 kg. Ainsi en théorie, l'explosion résultante serait colossale et ce, dans un rayon d'au moins six milles (10 km).

### Le système de téléguidage
Pour faciliter la commande de ce qui était essentiellement un missile téléguidé très lent, deux caméras de télévision furent installées dans l'habitacle des B-17, fournissant ainsi une vue des instruments de contrôle et du sol. Cette vue devait ensuite être transmise aux avions d'accompagnement, nommés CQ-17.
Cette télécommande ne permettait pas de faire décoller les B-17 depuis les CQ-17, ainsi chaque avion décollait grâce à une équipe de volontaires (un pilote et un ingénieur de vol), qui devaient l'amener à une altitude de 2 000 pieds (609 m), et passaient ensuite le relais aux opérateurs à distance. Juste avant d'atteindre la mer du Nord, les deux hommes d'équipage devaient amorcer le Torpex (la charge explosive) et ensuite évacuer l'avion, sautant en parachute alors que l'appareil survolait encore l'Angleterre. La verrière avait été enlevée afin d'accélérer leur sortie. Le CQ-17 prendrait les commandes du bombardier jusqu'à ce qu'il soit sur sa cible.

## Missions
Quand le programme d'entraînement fut complet, le 562nd escadron reçut dix 'drones' et quatre 'CQ-17'. La première mission fut lancée le 4 août contre un site de lancement de V-1 dans le Pas-de-Calais. Les CQ-17 perdirent le contrôle d'un B-17 peu après l'évacuation de son équipage et qui s'écrasa près d'Orford dans le Suffolk, créant un énorme cratère et détruisant plus de 8 000 m2 de campagne aux alentours du crash. La caméra du nez du second B-17 fut obstruée peu avant son arrivée sur cible et la manqua de quelques centaines de mètres. Dans la phase suivante de la mission, un B-17 fut abattu par la flak et un autre manqua sa cible de 400 m.

### Mission ratées
Au cours de la deuxième mission, deux jours après la première, l'opération Aphrodite prit une tournure encore plus dangereuse. Après que les équipages aient pu abandonner leurs "missiles" sans problèmes, un des B-17 fut perdu et tomba dans la mer, un autre fut touché et commença à faire demi-tour, se dirigeant dangereusement vers la ville de Ipswich, heureusement, il s'écrasa en mer sans faire de victime.

#### Dysfonctionnement du système de guidage
Après l'échec des premières missions dû aux dysfonctionnement du système de commande, Doolittle décida de mener une enquête. La plupart de ses collaborateurs lui suggérèrent de changer ce système. Quand ces changements furent réalisés, Doolittle relança Aphrodite, et ce en direction d'Heligoland. Durant ce raid, le parachute du pilote ne s'ouvrit pas et de plus, ce B-17 n'atteignit pas sa cible, abattu probablement par la flak. La mission suivante fut à destination de Heide, et fut encore émaillée de problèmes liés aux dysfonctionnements du système de guidage : trois B-17 n'atteignirent pas leur cible, mais le quatrième avion s'écrasa suffisamment près de sa cible pour lui infliger des dommages significatifs.
Le BQ-7 est souvent accusé d'avoir causé la mort de Joseph Patrick Kennedy Jr. (le frère aîné de John Fitzgerald Kennedy). Il pilotait en fait un avion similaire, un B-24 Liberator, et non un B-17. Ces B-24 faisaient partie d'une mission équivalente à Aphrodite, nommée Anvil (enclume) et portaient le code BQ-8, mais elle ne fut jamais utilisée en combat car, au cours de leur première mission, l'explosif Torpex d'un des B-24 explosa, et l'équipage entier fut tué.

## Conclusions
Les avions de l'opération Aphrodite furent donc employés dans un nombre très restreint d'occasions, le premier des quatorze raids eut lieu le 4 août 1944. Plusieurs cibles ont été visées, comme Heligoland, Heide et Hemmingstedt, mais les B-17 ont à plusieurs reprises manqué leurs cibles à cause de problèmes de mécanique, de visibilité ou encore d'imperfections dans le système de télécommande.
Ainsi, ce plan s'est retrouvé inefficace contre les objectifs difficiles à atteindre et très résistants qui lui furent initialement assignés par l'USAAF, qui fut donc contraint de changer pour des cibles plus conventionnelles comme des usines. Deux missions supplémentaires furent lancées, mais toutes les deux furent aussi des échecs, dus au mauvais temps ou encore aux systèmes de commandes. De plus, le seul avion qui toucha directement sa cible n'explosa pas et fournit alors aux Allemands un système de guidage complet.
À l'issue de la dernière mission, le Strategic Air Forces décida que l'idée de ces missiles guidés était inappropriée et stoppa l'opération car finalement, un seul B-17 avait entraîné des dommages. À ces déboires s'ajoutait la perte de deux membres d'équipage. L'échec du programme a été attribué à un manque de technologies disponibles et au fait que le réarrangement des masses de l'avion entraînait des comportements de vol différents de ceux originaux.

## Documentaires télévisés
- Fin du 17e épisode : Les armes secrètes de la seconde guerre mondiale, de la 2e saison de la série : Les ailes de la guerre (en), 2008 sur Planète+.